# NGC 2327
NGC 2327 est une nébuleuse en émission située dans la constellation du Grand Chien. NGC 2327 été découvert par l'astronome germano-britannique William Herschel en 1785.

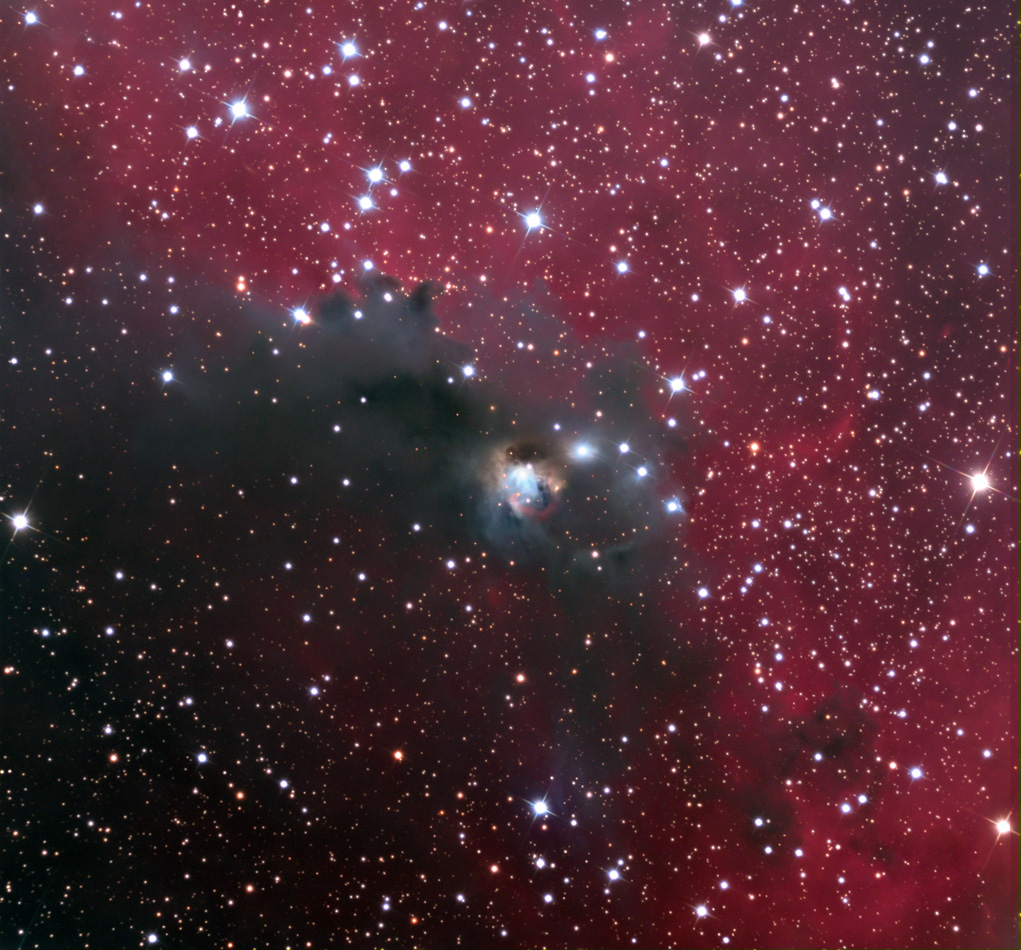
NGC 2327 par Adam Block (Observatoire du mont Lemmon/Université de l'Arizona).